# 라사녜 알 포르노
라사녜 알 포르노(이탈리아어: lasagne al forno) 또는 라사냐 알 포르노(이탈리아어: lasagna al forno)는 이탈리아의 파스타 요리이다. 라사냐와 라구 등 소스, 고기, 채소를 겹겹이 쌓은 것을 오븐에 구워 만든다. 간단히 라사녜(이탈리아어: lasagne)나 라사냐(이탈리아어: lasagna)로 부르기도 한다. 이탈리아의 국민 음식 가운데 하나로 여겨진다.
지역에 따라 요리법이 조금씩 다르며, 이탈리아 북부 에밀리아로마냐 지역의 라사녜 알라 볼로녜세와 남부 캄파니아 지역의 라사냐 나폴레타나가 유명하다.

## 이름
이탈리아어 "라사녜 알 포르노(lasagne al forno)"는 파스타 이름인 "라사냐(lasagna)"의 복수형인 "라사녜(lasagne)"에 "오븐에 구운"을 뜻하는 "알 포르노(al forno)"를 붙인 말로, "오븐에 구운 라사냐"라는 뜻이다.

## 지역별 라사녜

### 에밀리아로마냐
에밀리아로마냐 지역의 라사녜 알라 볼로녜세는 시금치를 넣어 녹색을 띠는 달걀 파스타와 라구 볼로녜세를 사용해 만든다. 라사냐와 라구, 베샤멜 소스, 버터, 파르미자노를 겹겹이 쌓은 다음, 오븐에서 구워낸다.

### 캄파니아
캄파니아 지역의 라사냐 나폴레타나는 달걀을 넣지 않은 듀럼밀 파스타와 라구 나폴레타노를 사용해 만든다. 라사냐와 라구, 리코타, 폴페티나, 모차렐라나 프로볼라, 파르미자노를 겹겹이 쌓은 다음, 오븐에서 구워낸다.

## 사진

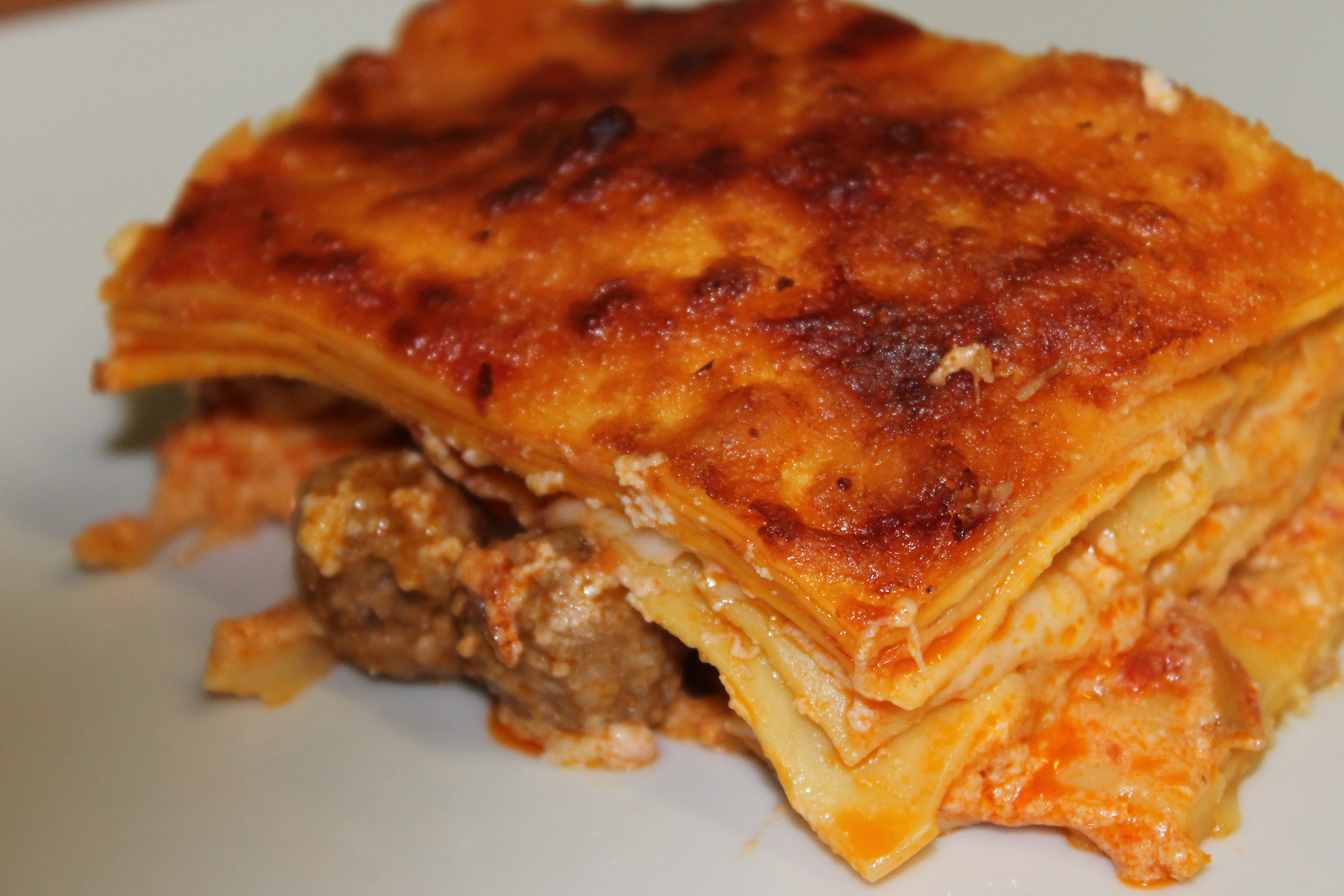
라사냐 나폴레타나
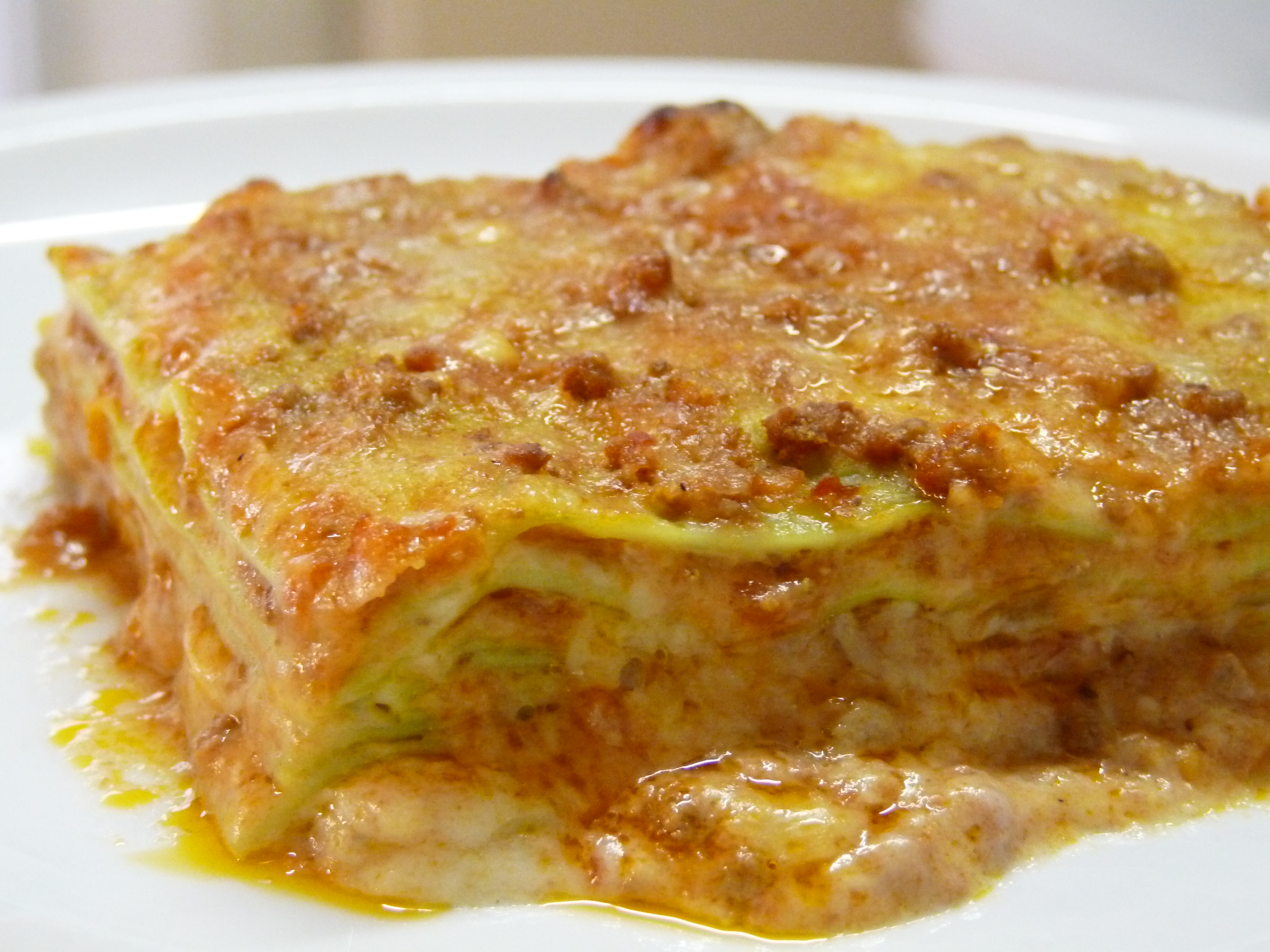
라사녜 알라 볼로녜세

## 같이 보기
- 빈치스그라시